# Sonnet 30
When to the sessions of sweet silent thought

I summon up remembrance of things past,

I sigh the lack of many a thing I sought,

And with old woes new wail my dear time's waste:

Then can I drown an eye, unused to flow,

For precious friends hid in death's dateless night,

And weep afresh love's long since cancell'd woe,

And moan the expense of many a vanish'd sight:

Then can I grieve at grievances foregone,

And heavily from woe to woe tell o'er

The sad account of fore-bemoanèd moan,

Which I new pay as if not paid before.

But if the while I think on thee, dear friend,

All losses are restored and sorrows end
— William Shakespeare
Traduction de François-Victor Hugo
Précédent Suivant
Le sonnet 30 est l'un des 154 sonnets écrits par le dramaturge et poète anglais William Shakespeare, celui-ci vers l'année 1609.

## Texte et typographie originale
VVHen to the Seſſions of ſweet ſilent thought,

I ſummon vp remembrance of things paſt,

I ſigh the lacke of many a thing I ſought,

And with old woes new waile my deare times waſte:

Then can I drowne an eye(vn-vſ'd to flow)

For precious friends hid in deaths dateles night,

And weepe a freſh loues long ſince canceld woe,

And mone th'expence of many a vanniſht ſight.

Then can I greeue at greeuances fore-gon,

And heauily from woe to woe tell ore

The ſad account of fore-bemoned mone,

Which I new pay as if not payd before.

But if the while I thinke on thee (deare friend)

All loſſes are reſtord,and ſorrowes end.

## Traduction possible en français contemporain
[outre les transcription en anglais moderne (infobox et illustration) ; et traduction en français plus ancien par François-Victor Hugo] :

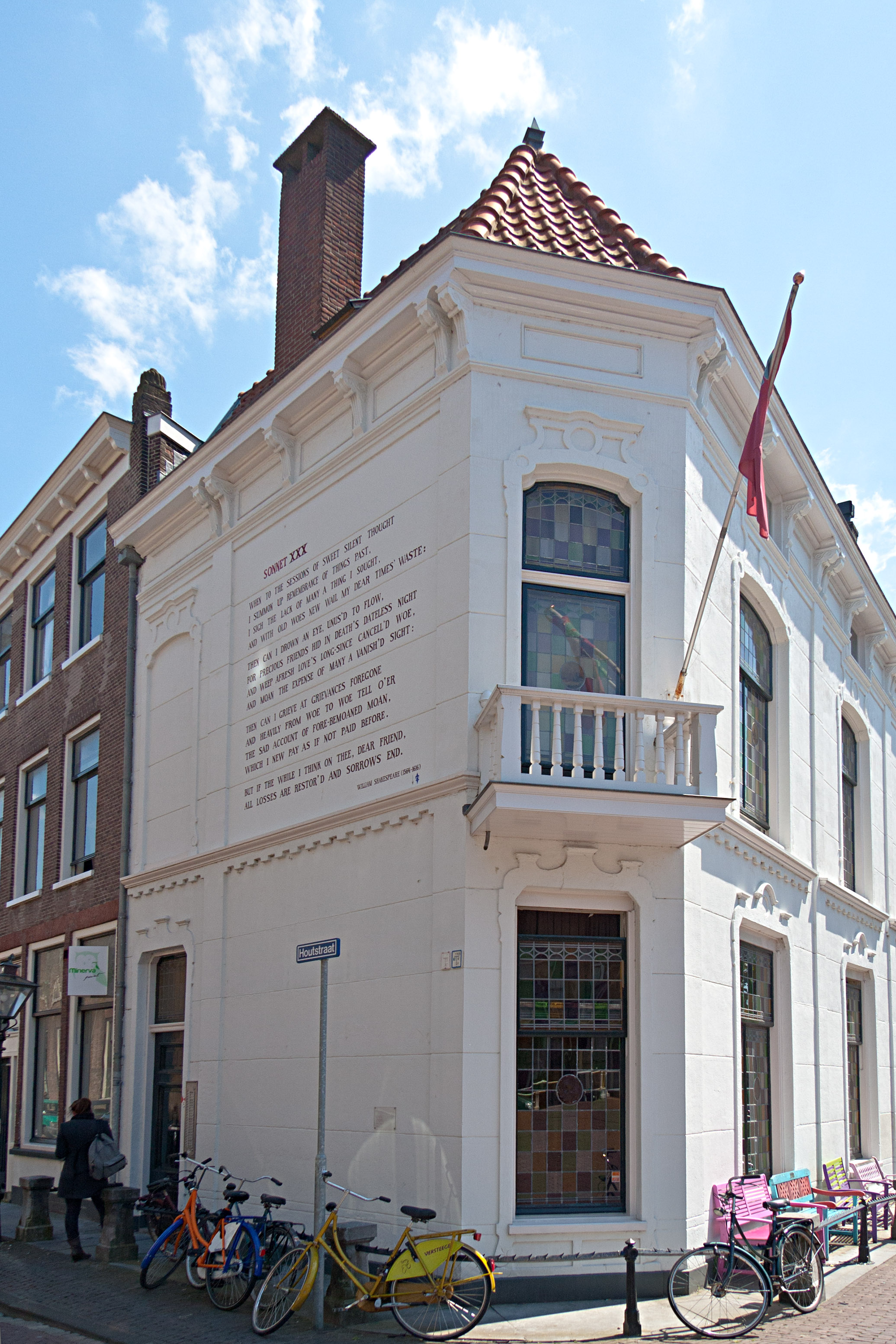
En anglais moderne sur un mur
(de Houtstraat à Leyde, Pays-Bas),
numéroté en chiffres romains.

Quand aux séances de douces pensées silencieuses

j'évoque le souvenir des choses passées,

je soupire le manque de bien des choses que je recherchais,

et avec de vieux malheurs, de nouveaux gémissements, la perte de mon cher temps : 

alors puis-je noyer un œil (inutilisé pour couler), 

pour (de) précieux amis cachés dans la nuit sans date de la mort,

et pleurer à nouveau l'amour a(yant) depuis longtemps annulé le malheur, 

et gémir sur les dépenses de beaucoup de visions évanouies : 

alors puis-je pleurer des griefs abandonnés, 

et lourdement de malheur en malheur raconter 

(le) triste récit d'un gémissement pré-déploré, 

que je paie à nouveau comme s'il n'avait pas été payé auparavant.

Mais (si pendant) que je pense à toi (cher ami),

toutes les pertes sont restaurées et les peines prennent fin.